# Gaeumanniella singularis
Gaeumanniella singularis är en svampart som beskrevs av Petr. 1952. Gaeumanniella singularis ingår i släktet Gaeumanniella, divisionen sporsäcksvampar och riket svampar.   Inga underarter finns listade i Catalogue of Life.